# Дельбрюк
Дельбрюк (нім. Delbrück) — місто в Німеччині, знаходиться в землі Північний Рейн-Вестфалія. Підпорядковується адміністративному округу Детмольд. Входить до складу району Падерборн.
Площа — 157,26 км2. Населення становить 32 039 ос. (станом на 31 грудня 2020).